# Vichères
Pour la station de ski de Vichères, en Suisse, voir Vichères (Liddes).
Vichères est une commune française située dans le département d'Eure-et-Loir, en région Centre-Val de Loire.

## Géographie

### Situation
La commune se situe en plein centre de la région naturelle du Perche au sein du canton de Nogent-le-Rotrou. Vichères est également au cœur du parc naturel régional du Perche.
Le point culminant d'Eure-et-Loir se trouve sur la commune : c'est la colline de Rougemont, dont la hauteur est de 285 mètres.

Situation géographique
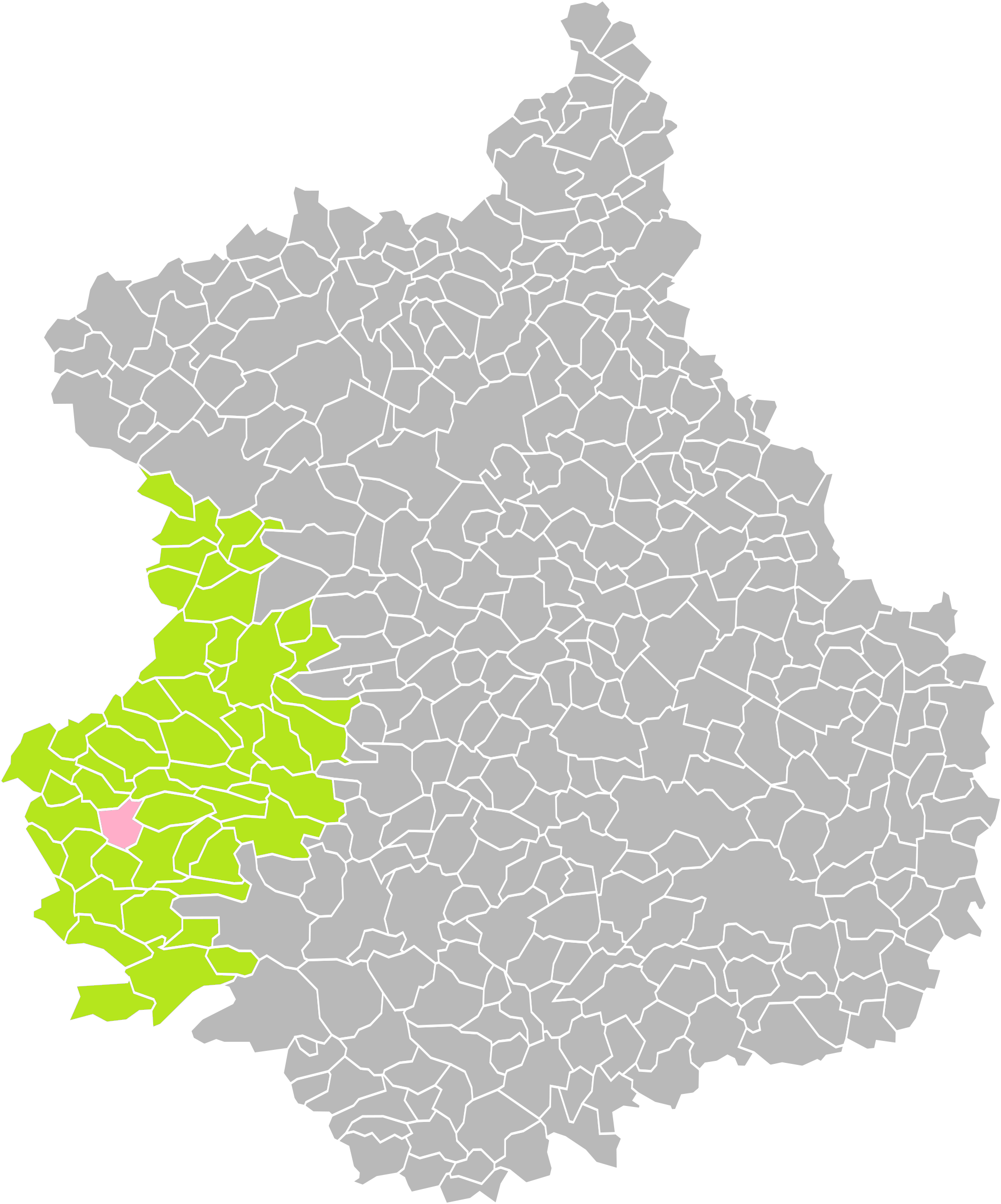
Vichères dans son arrondissement.
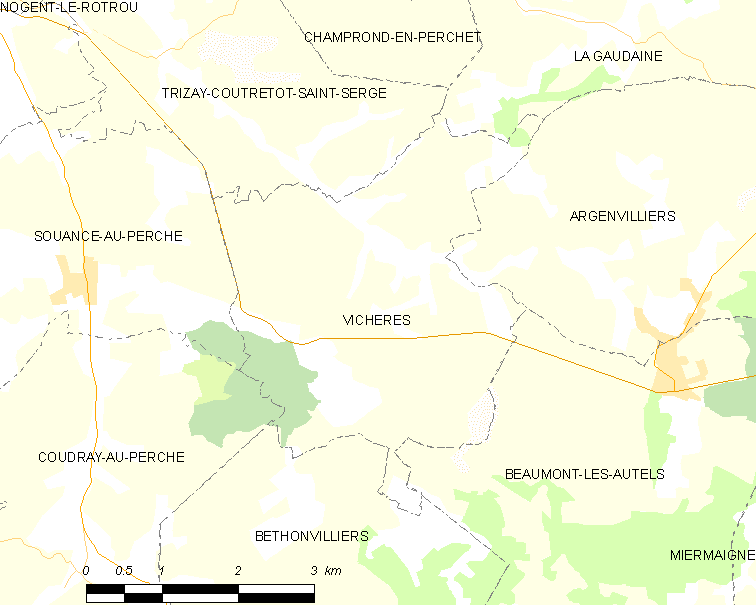
Carte de la commune de Vichères.

### Communes limitrophes
|                   | Trizay-Coutretot-Saint-Serge | La Gaudaine         |
| Souancé-au-Perche | Vichères                     | Argenvilliers       |
| Coudray-au-Perche | Béthonvilliers               | Beaumont-les-Autels |

### Climat
Pour des articles plus généraux, voir Climat du Centre-Val de Loire et Climat d'Eure-et-Loir.
En 2010, le climat de la commune est de type climat océanique dégradé des plaines du Centre et du Nord, selon une étude du Centre national de la recherche scientifique s'appuyant sur une série de données couvrant la période 1971-2000. En 2020, Météo-France publie une typologie des climats de la France métropolitaine dans laquelle la commune est exposée à un climat océanique altéré et est dans une zone de transition entre les régions climatiques « Normandie (Cotentin, Orne) » et « Moyenne vallée de la Loire ». 
Pour la période 1971-2000, la température annuelle moyenne est de 10,1 °C, avec une amplitude thermique annuelle de 14,6 °C. Le cumul annuel moyen de précipitations est de 770 mm, avec 12,3 jours de précipitations en janvier et 7,7 jours en juillet. Pour la période 1991-2020, la température moyenne annuelle observée sur la station météorologique installée sur la commune est de 11,3 °C et le cumul annuel moyen de précipitations est de 731,9 mm,. Pour l'avenir, les paramètres climatiques de la commune estimés pour 2050 selon différents scénarios d'émission de gaz à effet de serre sont consultables sur un site dédié publié par Météo-France en novembre 2022.
| Mois                                  | jan.           | fév.           | mars          | avril         | mai           | juin          | jui.          | août          | sep.         | oct.          | nov.          | déc.           | année      |
| ------------------------------------- | -------------- | -------------- | ------------- | ------------- | ------------- | ------------- | ------------- | ------------- | ------------ | ------------- | ------------- | -------------- | ---------- |
| Température minimale moyenne (°C)     | 2,1            | 1,8            | 3,4           | 5,6           | 8,4           | 11,6          | 13,5          | 13,2          | 10,9         | 8,5           | 5,2           | 2,5            | 7,2        |
| Température moyenne (°C)              | 4,4            | 4,9            | 7,3           | 10,5          | 13,3          | 16,7          | 19,1          | 18,4          | 15,9         | 12,1          | 7,9           | 5              | 11,3       |
| Température maximale moyenne (°C)     | 6,7            | 7,9            | 11,2          | 15,4          | 18,3          | 21,9          | 24,7          | 23,7          | 20,9         | 15,7          | 10,6          | 7,4            | 15,4       |
| Record de froid (°C) date du record   | −11,8 08.01.10 | −12,5 12.02.12 | −8,3 13.03.13 | −3,5 07.04.21 | −0,8 02.05.21 | 2,8 12.06.11  | 5,8 04.07.08  | 5,4 21.08.14  | 2,6 30.09.12 | −1,8 26.10.10 | −7,2 30.11.10 | −10,1 26.12.10 | −12,5 2012 |
| Record de chaleur (°C) date du record | 15,7 01.01.22  | 20,2 27.02.19  | 24,1 31.03.21 | 27,7 20.04.18 | 28,4 28.05.17 | 35,8 18.06.22 | 39,8 25.07.19 | 37,8 08.08.20 | 34 09.09.23  | 27,8 02.10.23 | 21,6 01.11.15 | 14,7 30.12.22  | 39,8 2019  |
| Précipitations (mm)                   | 63,9           | 59,4           | 62,9          | 44,3          | 74,4          | 63,8          | 48,2          | 48,2          | 43,1         | 67,6          | 71,6          | 84,5           | 731,9      |

### Hydrographie
La commune est traversée par la rivière la Berthe, sous-affluent de la Loire par la Rhône, l'Huisne, la Sarthe et la Maine.

## Urbanisme

### Typologie
Au 1er janvier 2024, Vichères est catégorisée commune rurale à habitat dispersé, selon la nouvelle grille communale de densité à 7 niveaux définie par l'Insee en 2022.
Elle est située hors unité urbaine. Par ailleurs la commune fait partie de l'aire d'attraction de Nogent-le-Rotrou, dont elle est une commune de la couronne,. Cette aire, qui regroupe 25 communes, est catégorisée dans les aires de moins de 50 000 habitants,.

### Occupation des sols
L'occupation des sols de la commune, telle qu'elle ressort de la base de données européenne d’occupation biophysique des sols Corine Land Cover (CLC), est marquée par l'importance des territoires agricoles (92,8 % en 2018), en diminution par rapport à 1990 (94,1 %). La répartition détaillée en 2018 est la suivante : 
terres arables (70,7 %), prairies (20,4 %), forêts (5,9 %), zones agricoles hétérogènes (1,7 %), espaces verts artificialisés, non agricoles (1,3 %). L'évolution de l’occupation des sols de la commune et de ses infrastructures peut être observée sur les différentes représentations cartographiques du territoire : la carte de Cassini (XVIIIe siècle), la carte d'état-major (1820-1866) et les cartes ou photos aériennes de l'IGN pour la période actuelle (1950 à aujourd'hui).

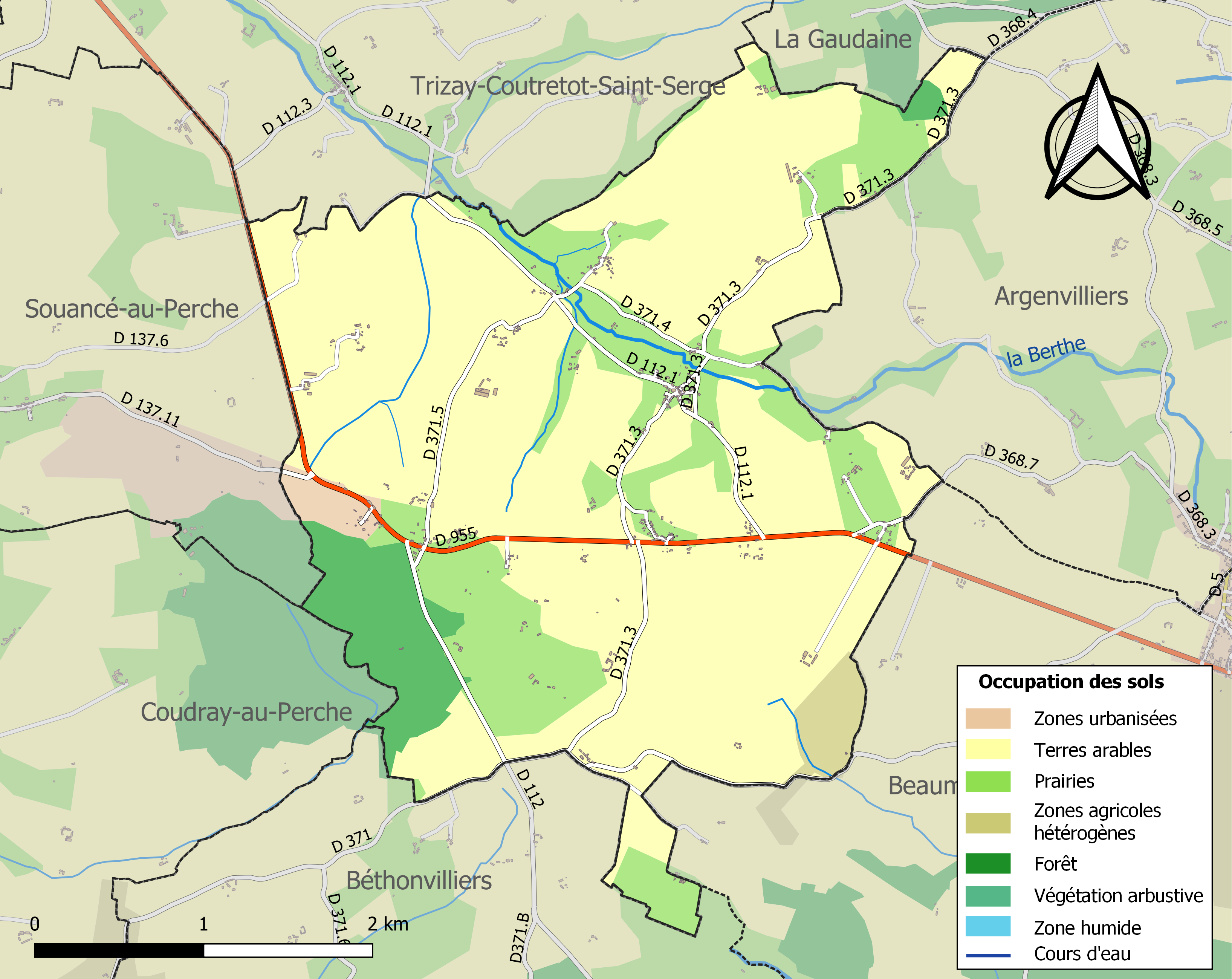
Carte des infrastructures et de l'occupation des sols de la commune en 2018 (CLC).

### Risques majeurs
Le territoire de la commune de Vichères est vulnérable à différents aléas naturels : météorologiques (tempête, orage, neige, grand froid, canicule ou sécheresse), inondations, mouvements de terrains et séisme (sismicité très faible). Il est également exposé à un risque technologique, le transport de matières dangereuses. Un site publié par le BRGM permet d'évaluer simplement et rapidement les risques d'un bien localisé soit par son adresse soit par le numéro de sa parcelle.

#### Risques naturels
Certaines parties du territoire communal sont susceptibles d’être affectées par le risque d’inondation par débordement de cours d'eau, notamment la Berthe et l'Ozanne. La commune a été reconnue en état de catastrophe naturelle au titre des dommages causés par les inondations et coulées de boue survenues en 1999,.

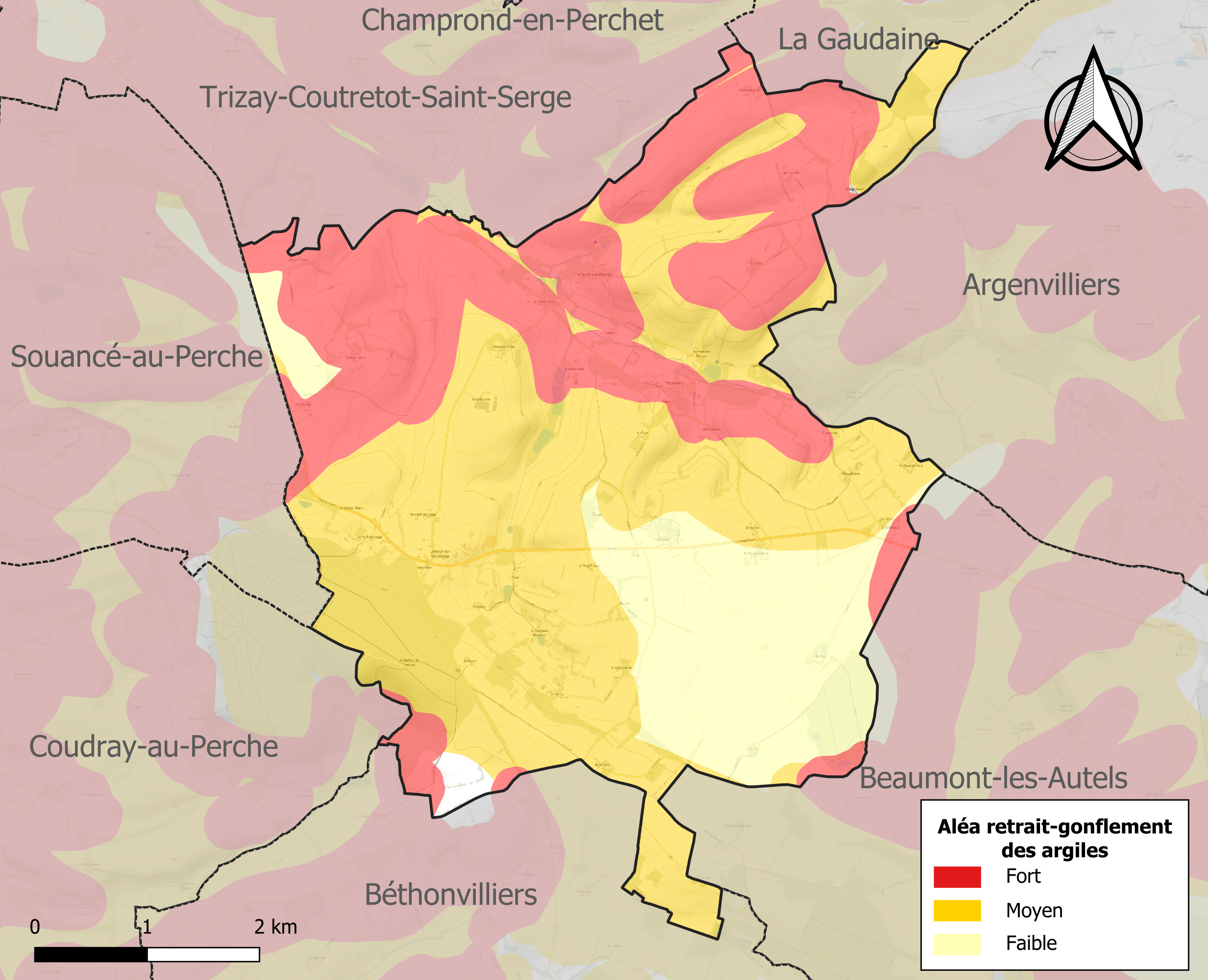
Carte des zones d'aléa retrait-gonflement des sols argileux de Vichères.

La commune est vulnérable au risque de mouvements de terrains constitué principalement du retrait-gonflement des sols argileux. Cet aléa est susceptible d'engendrer des dommages importants aux bâtiments en cas d’alternance de périodes de sécheresse et de pluie. 82 % de la superficie communale est en aléa moyen ou fort (52,8 % au niveau départemental et 48,5 % au niveau national). Sur les 193 bâtiments dénombrés sur la commune en 2019, 158 sont en aléa moyen ou fort, soit 82 %, à comparer aux 70 % au niveau départemental et 54 % au niveau national. Une cartographie de l'exposition du territoire national au retrait gonflement des sols argileux est disponible sur le site du BRGM,.
Concernant les mouvements de terrains, la commune a été reconnue en état de catastrophe naturelle au titre des dommages causés par la sécheresse en 1996, 2003 et 2009 et par des mouvements de terrain en 1999.

#### Risques technologiques
Le risque de transport de matières dangereuses sur la commune est lié à sa traversée par des infrastructures routières ou ferroviaires importantes ou la présence d'une canalisation de transport d'hydrocarbures. Un accident se produisant sur de telles infrastructures est en effet susceptible d’avoir des effets graves au bâti ou aux personnes jusqu’à 350 m, selon la nature du matériau transporté. Des dispositions d’urbanisme peuvent être préconisées en conséquence.

## Toponymie
Le nom de la localité est attesté sous les formes Vicheriae en 1150, Vigeriae vers 1200.

## Politique et administration

### Liste des maires
| Période                                  | Période   | Identité           | Étiquette | Qualité                                         |
| ---------------------------------------- | --------- | ------------------ | --------- | ----------------------------------------------- |
| juin 1995                                | mars 2008 | Élisabeth Foussard |           |                                                 |
| mars 2008                                | mars 2014 | Daniel Lecointre   |           |                                                 |
| mars 2014                                | En cours  | Gérard Morand,     |           | Ancien artisan, commerçant ou chef d'entreprise |
| Les données manquantes sont à compléter. |           |                    |           |                                                 |

## Population et société

### Démographie
L'évolution du nombre d'habitants est connue à travers les recensements de la population effectués dans la commune depuis 1793. Pour les communes de moins de 10 000 habitants, une enquête de recensement portant sur toute la population est réalisée tous les cinq ans, les populations de référence des années intermédiaires étant quant à elles estimées par interpolation ou extrapolation. Pour la commune, le premier recensement exhaustif entrant dans le cadre du nouveau dispositif a été réalisé en 2008.

En 2022, la commune comptait 288 habitants, en évolution de −7,69 % par rapport à 2016 (Eure-et-Loir : −0,23 %, France hors Mayotte : +2,11 %).
| 1793 | 1800 | 1806 | 1821 | 1831 | 1836 | 1841 | 1846 | 1851 |
| ---- | ---- | ---- | ---- | ---- | ---- | ---- | ---- | ---- |
| 714  | 671  | 794  | 808  | 766  | 838  | 875  | 908  | 869  |

| 1856 | 1861 | 1866 | 1872 | 1876 | 1881 | 1886 | 1891 | 1896 |
| ---- | ---- | ---- | ---- | ---- | ---- | ---- | ---- | ---- |
| 806  | 817  | 785  | 745  | 720  | 704  | 655  | 683  | 622  |

| 1901 | 1906 | 1911 | 1921 | 1926 | 1931 | 1936 | 1946 | 1954 |
| ---- | ---- | ---- | ---- | ---- | ---- | ---- | ---- | ---- |
| 589  | 542  | 515  | 472  | 481  | 506  | 443  | 447  | 402  |

| 1962 | 1968 | 1975 | 1982 | 1990 | 1999 | 2006 | 2008 | 2013 |
| ---- | ---- | ---- | ---- | ---- | ---- | ---- | ---- | ---- |
| 385  | 312  | 290  | 324  | 254  | 254  | 301  | 314  | 314  |

| 2018 | 2022 | - | - | - | - | - | - | - |
| ---- | ---- | - | - | - | - | - | - | - |
| 297  | 288  | - | - | - | - | - | - | - |

### Manifestations culturelles et festivités
- Chaque 15 août, se tient un pèlerinage à l'oratoire marial de la colline de Rougemont[26].

## Culture locale et patrimoine

### Lieux et monuments

#### Église Notre-Dame
Inscrit MH (1927).
Du XVIe siècle, l'église Notre-Dame se constitue de deux nefs accolées : la nef nord, romane, avec une voûte en bois, et la nef sud, de style Renaissance, composée de trois travées (la travée centrale était celle des seigneurs du lieu).
- Verrière du XVIe siècle : Vierge de Pitié, saint Jean, Baptême du Christ, Dieu le Père,  Classé MH (1906)[27] ;
- Banc (banc seigneurial) du XVIIe siècle : dossier constitué de trois panneaux sculptés,  Classé MH (1949)[28].

Église Notre-Dame
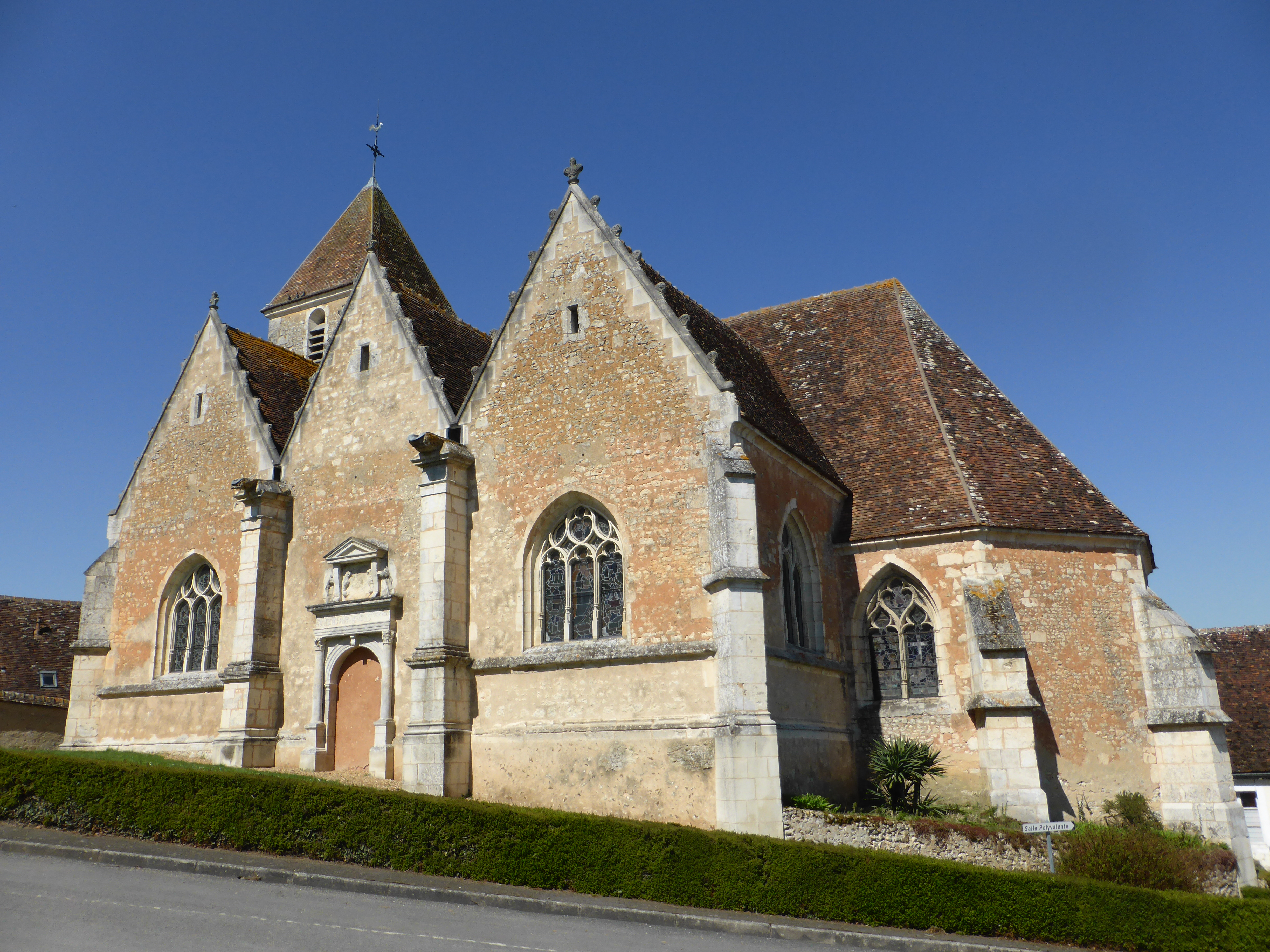
Église Notre-Dame de Vichères.
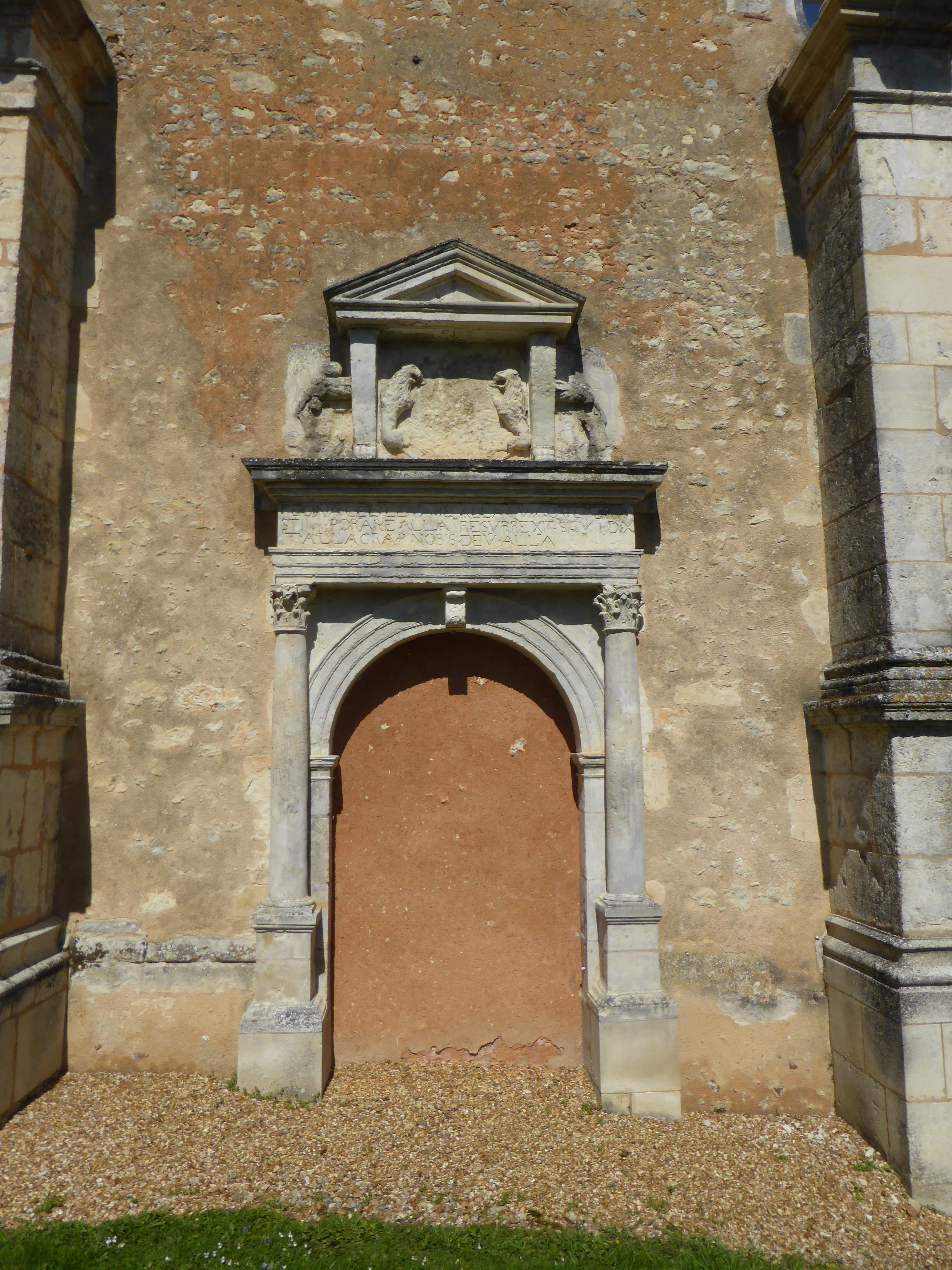
Porte Renaissance murée.
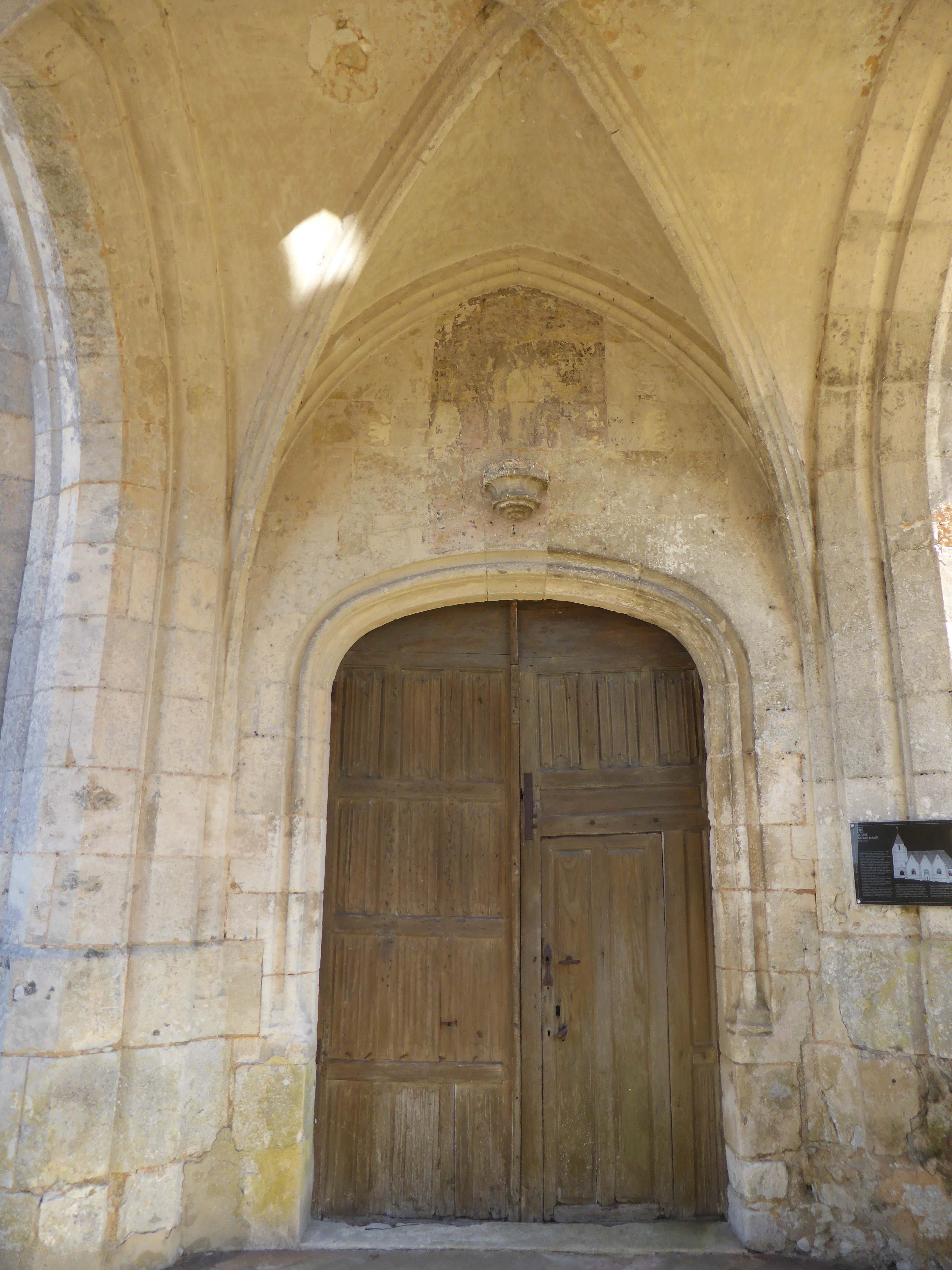
Porte médiévale à motifs de panneaux de serviette.

#### Manoir de la Manorière
Inscrit MH (1927).
Le manoir de la Manorière date de la fin du XVe ou du début XVIe siècle.